# CV Ciutadella
CV Ciutadella (katalanska: Club Voleibol Ciutadella), är en volleybollklubb från Ciutadella, Spanien. Klubben är även känd som Avarca Menorca av sponsorsskäl. Dess damlag är det som varit mest framgångsrikt. Det har spelat i högsta serien sedan 2006/2007 och blivit spanska mästare två gånger (2010/2011 och 2011/2012).